# Hristos a înviat (salutare)

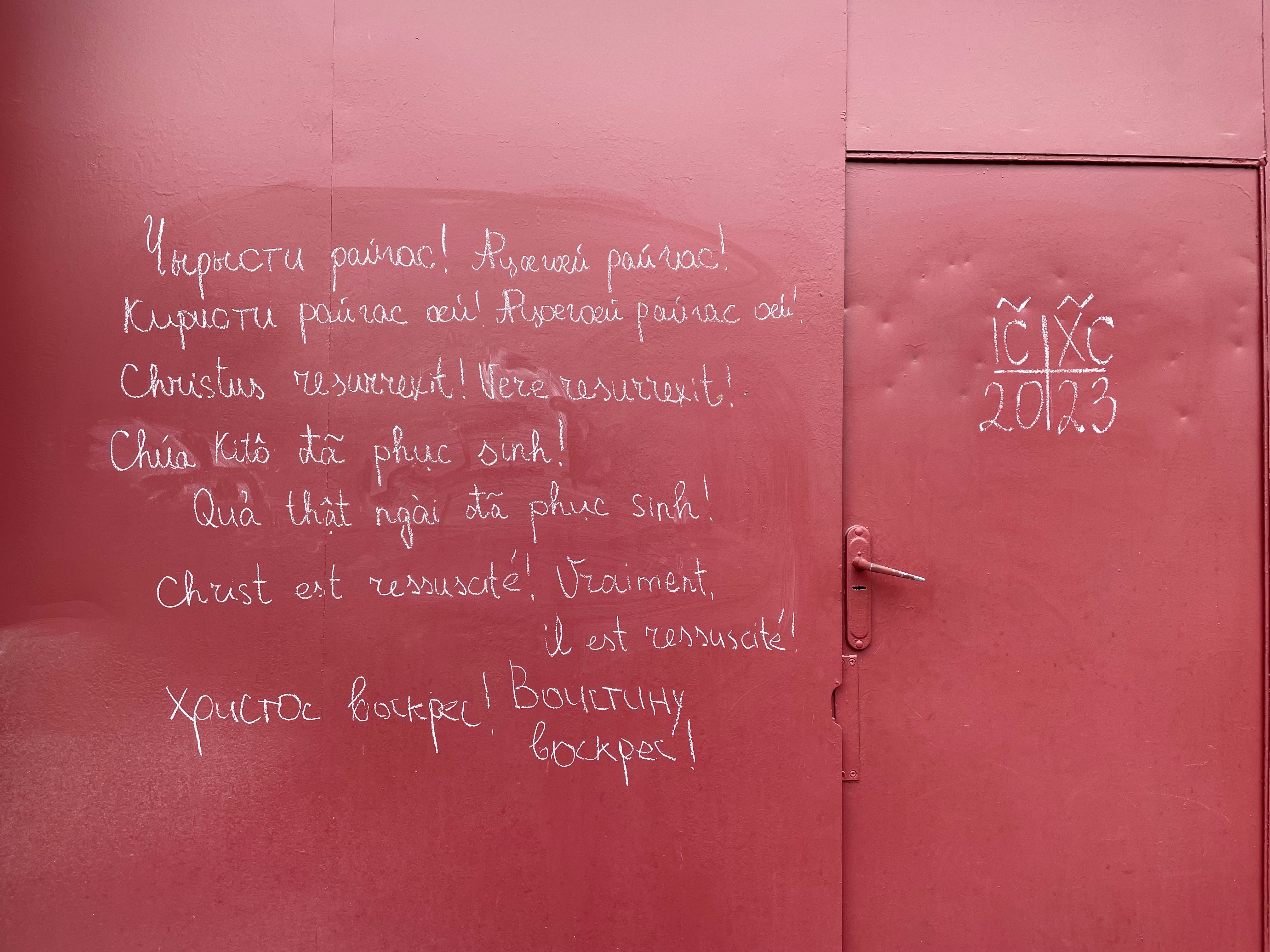
Inscripția „Hristos a înviat” în diferite limbi (de sus în jos): osetă, latină, vietnameză, franceză și rusă. Vladikavkaz, Rusia

„Hristos a Înviat!” (sau „Cristos a Înviat!”) este o formulă cu care se salută creștinii, în majoritatea țărilor de tradiție creștină. Răspunsul este: „Adevărat a înviat!”.
Acest salut, numit și salutul pascal, este de obicei folosit după sărbătoarea Paștilor, până la sărbătoarea Înălțării Domnului.
Uneori, cu ocazia unor evenimente publice, „Hristos a înviat!” se rostește în mai multe limbi, ca un simbol al unității creștinilor din toate popoarele.
Salutul pascal se practică mai mult în lumea ortodoxă, dar într-o mai mică măsură este folosit și de creștinii de alte confesiuni.

## Salutul pascal în alte limbi

### Limbi indo-europene
- Greacă – Χριστός ανέστη! Αληθώς ανέστη! (Hristos anésti! Alithós anésti!)

- Limbi romanice:
  - Latină – Christus resurrexit! Resurrexit vere!
  - (Daco-)Română – Hristos a înviat! Adevărat a înviat!
    - Dialectul istroromân – Uscrâsnit-å Isus Crist! Zaista uscrâsnit–å!
    - Dialectul macedoromân (aromân) – Hristolu anyie! De-alihea anyie!
    - Dialectul meglenoromân – Hristos anghii! Istana anghii!

  - Italiană – Cristo è risorto! È veramente risorto!
  - Franceză – Le Christ est ressuscité ! Vraiment Il est ressuscité ! (sau: En vérité Il est ressuscité !)
  - Portugheză – Cristo ressuscitou!  Verdadeiramente ressuscitou!
  - Spaniolă (Castiliană) – Cristo ha resucitado! Verdaderamente, ha resucitado!
  - Catalană – Crist ha ressuscitat! Veritablement ha ressuscitat!

- Limbi slave
  - Limba slavonă (slavona bisericească) – Христосъ воскресе! Воистину воскресе! (Hristos voskrese! Voistinu voskrese!)
  - Limbi slave răsăritene:
    - Rusă – Христос воскресе! Воистину воскресе! (Hristos voskrese! Voistinu voskrese!)
    - Belarusă – Хрыстос уваскрос! Сапраўды ўваскрос! (Hrystos uvaskros! Saprawdy wvaskros!)
    - Ucraineană – Христос воскрес! Воістину воскрес! (Hrystos voskres! Voistynu voskres!)
    - Ruteană – Хрістос воскрес! Воістину воскрес! (Hristos voskres! Voistynu voskres!)

  - Limbi slave de sud:
    - Bulgară – Христос възкресе! Воистина възкресе! (Hristos vozkrese! Voistina vozkrese!)
    - Sârbă – Христос васкрсе! Ваистину васкрсе! (Hristos vaskrse! Vaistinu vaskrse!)
    - Croată – Krist uskrsnu! Uistinu uskrsnu!

  - Limbi slave apusene:
    - Cehă – Kristus vstal z mrtvých! Vpravdě vstal z mrtvých!
    - Slovacă – Kristus vstal z mŕtvych! Skutočne vstal (z mŕtvych)!
    - Poloneză – Chrystus zmartwychwstał! Prawdziwie zmartwychwstał!

- Limbi germanice:
  - Limbi vest-germanice:
    - Engleză – Christ is risen! Indeed, He is risen!
      - Engleză veche (anglo-saxonă) – Crist aras! Crist soþlice aras!
      - Engleză medievală – Crist is arisen! Arisen he sothe!

    - Germană – Christus ist auferstanden! Er ist wahrhaftig auferstanden!
    - Olandeză – Christus is opgestaan! Hij is waarlijk opgestaan! (în Olanda) sau Christus is verrezen! Hij is waarlijk verrezen! (în Belgia)
    - Afrikaans – Kristus het opgestaan! Hom het waarlik opgestaan!
    - Frisiană – Kristus is opstien! Wis is er opstien!
    - Idiș – !דער משיח אנדזער יז קעסט! אַוואַדע איז עס מעגלעך (Der Meșiahe undzer iz gheștanen! Avade er iz ufgheștanen!)

  - Limbi nord-germanice:
    - Daneză – Kristus er opstanden! Sandelig Han er Opstanden!
    - Islandeză – Kristur er upprisinn! Hann er vissulega upprisinn!
    - Norvegiană – Kristus er oppstanden! Han er sannelig oppstanden!
    - Suedeză – Kristus är uppstånden! Ja, Han är verkligen uppstånden!

- Albaneză – Krishti u ngjall! Vërtet u ngjall!

- Armeană – Քրիստոս հարյա՜վ ի մեռելոց: Օրհնյա՜լ է Հարությունը Քրիստոսի: (Hristos haryav i merelotz! Orhnyal e Harouthyoune Hristosi!) – (trad. directă: Hristos a înviat! Binecuvântată fie Învierea Lui Hristos!)

- Limbi baltice:
  - Letonă – Kristus (ir) augšāmcēlies! Patiesi viņš ir augšāmcēlies!
  - Lituaniană – Kristus prisikėlė! Tikrai prisikėlė!

- Limbi celtice:
  - Limbi goidelice:
    - Irlandeză – Tá Críost éirithe! Go deimhin, tá sé éirithe!
    - Irlandeză veche – Asréracht Críst! Asréracht Hé-som co dearb!
    - Manx – Taw Creest Ereen! Taw Shay Ereen Guhdyne!
    - Scoțiană – Tha Crìosd air èiridh! Gu dearbh, tha e air èiridh!

  - Limbi britonice
    - Bretonă – Dassoret eo Krist! E wirionez dassoret eo!
    - Cornică – Thew Creest dassorez! En weer thewa dassorez!
    - Galeză – Atgyfododd Crist! Yn wir atgyfododd!

- Limbi indo–iraniene:
  - Sanscrită – (Krista uttitaha! Satvam uttitaha!)
  - Persană – !مسیح برخاسته است! به راستی برخاسته است  (Masih barkhaste ast! Be rasti barkhaste ast!)
  - Hindi – येसु मसीह ज़िन्दा हो गया है! हाँ यक़ीनन, वोह ज़िन्दा हो गया है!  (Yesu Masih zinda ho gaya hai! Haan yaqeenan, woh zinda ho gaya hai!)
  - Urdu – !یسوع مسیح زندہ ہو گیا ہے! ہاں یقیناً، وہ زندہ ہو گیا ہے  (Yesu Masih zinda ho gaya hai! Haan yaqeenan, woh zinda ho gaya hai!)
  - Marathi – Yeshu Khrist uthla ahe! Kharokhar uthla ahe!

### Limbi semitice
- Arabă (dialectul standard) – !المسيح قام! حقا قام (al-Masīḥ qām! Ḥaqqan qām!) sau !المسيح قام! بالحقيقة قام (al-Masīḥ qām! Bi-l-ḥaqīqati qām!)
- Limbi aramaice:
  - Siriacă – !ܡܫܝܚܐ ܩܡ! ܫܪܝܪܐܝܬ ܩܡ (Mshiḥa qām! Șarīrāīth qām! sau Mșiḥo Qom! Șariroith Qom!)
  - Neo-Siriacă – !ܡܫܝܚܐ ܩܡܠܗ! ܒܗܩܘܬܐ ܩܡܠܗ (Mșiha qimlih! Bhāqota qimlih!)
  - Turoyo-Siriacă – !ܡܫܝܚܐ ܩܝܡ! ܫܪܥܪܐܝܬ ܩܝܡ (Mșiḥo qāyem! Șariroith qāyem!)
- Limbi etiopiene:
  - Tigrigna – (Christos tensiou! Bahake tensiou!)
  - Amharică – (Kristos Tenestwal! Bergit Tenestwal!)
- Ebraică (modernă) – !המשיח קם! באמת קם (HaMașiach qam! Be'emet qam!)
- Malteză – Kristu qam! Huwa qam tassew! sau Kristu qam mill-mewt! Huwa qam tassew!

- Coptă (egipteană) – ΠιχρίςΤος αϥτωΝϥ! ϦΕΝ οΥΜεθΜΗι αϥτωΝϥ! (Pikhristos aftonf! Khen oumethmi aftonf!)

### Limbi caucaziene
- Georgiană (gruzină) – ქრისტე აღსდგა! ჭეშმარიტად აღსდგა! (Kriste agsdga! Cheshmaritad agsdga!)
- Mingreliană - ქირსექ ეთანდჷ! ღორონთუმე! (Kirsek getand'! Ghorontume!)
- Abhază – Kyrsa Dybzaheit! Itzzabyrgny Dybzaheit!

### Limbi dravidiene
- Malayalam – ക്രിസ്തു ഉയിര്‍ത്തെഴുന്നേറ്റു! തീര്‍ച്ചയായും ഉയിര്‍ത്തെഴുന്നേറ്റു! (Christu uyirthezhunnettu! Theerchayayum uyirthezhunnettu!)

### Limbi eschimose
- Aleută – Kristus aq ungwektaq! Pichinuq ungwektaq!
- Yupik – Xris-tusaq Ung-uixtuq! Iluumun Ung-uixtuq!

### Limbi maiașe
- Tzotzil – Icha'kuxi Kajvaltik Kristo! Ta melel icha'kuxi!
- Tzeltal – Cha'kuxaj Kajwaltik Kristo! Ta melel cha'kuxaj!

### Limbi austronesiene
- Apusene:
  - Filipineză (Tagalog) – Si Kristo ay nabuhay! Totoo! Siya nga ay nabuhay!
  - Indoneziană – Kristus telah bangkit! Dia benar-benar telah bangkit!
  - Kapampangan – Y Cristo sinubli yang mebie!  Sinubli ya pin mebie!
  - Cebuano – Si Kristo nabanhaw! Matuod Siya nga nabanhaw!
  - Chamorro – La'la'i i Kristo! Magahet na luma'la' i Kristo!
- Central–răsăritene:
  - Caroliniană – Lios a melau sefal! Meipung, a mahan sefal!
  - Hawaiană – Ua ala aʻe nei ʻo Kristo! Ua ala ʻiʻo nō ʻo Ia!
  - Fijiană – Na Karisito tucake tale! Io sa tucake tale!
- Malgașă (din Madagascar) – Nitsangana tamin'ny maty i Kristy! Nitsangana marina tokoa izy!

### Limbi na-dené
- Navajo – Christ daaztsą́ą́dę́ę́ʼ náádiidzáá! Tʼáá aaníí daaztsą́ą́dę́ę́ʼ náádiidzáá!
- Tlingit – Xristos Kuxwoo-digoot! Xegaa-kux Kuxwoo-digoot!

### Limbi nigero-congoleze
- Gikuyu – Kristo ni muriuku! Ni muriuku nema!
- Igbo – Jésu Krísti Ébilíwõ! Ézia õ´ Bilíwõ!
- Luganda – Kristo Azukkide! Kweli Azukkide!
- Swahili – Kristo Amefufukka! Kweli Amefufukka!

### Limbi turcice
- Turcă – Hristós diril–Dí! Hakíkatén diril–Dí!
- Azeră – Məsih dirildi! Həqiqətən dirildi!
- Ciuvașă – Христос чĕрĕлнĕ! Чăн чĕрĕлнĕ! (Khristós chərəlnə! Chæn chərəlnə!)
- Uigură – !ئەيسا تىرىلدى! ھەقىقەتىنلا تىرىلدى (Əysa tirildi! Ⱨəⱪiⱪətinla tirildi!)

### Limbi uralice
- Maghiară (ungurește) – Krisztus feltámadt! Valóban feltámadt! sau Föltámadott Krisztus! Valóban föltámadott!
- Finlandeză – Kristus nousi kuolleista! Totisesti nousi!
- Estonă – Kristus on üles tõusnud! Tõesti, Ta on üles tõusnud!
- Mari – Христос ылыж кынелын! Чынак ылыж кынелын!

### Alte limbi moderne
- Bască – Cristo Berbistua! Benatan Berbistua!

- Chineză (dialectul mandarin) – 基督復活了 他確實復活了 (Jīdū fùhuó le! Tā quèshí fùhuó le!)

- Coreeană – 그리스도께서 부활하셨습니다! 참으로 부활하셨습니다! (Kristo Gesso Buhwal ha sho sumnida! Chamuro Buhwal ha sho sumnida!)

- Japoneză – ハリストス復活！実に復活！ (Harisutosu fukkatsu! Jitsu ni fukkatsu!)

- Quechua – Cristo causarimpunña! Ciertopuni causarimpunña!

### Limbi artificiale
- Esperanto – Kristo leviĝis! Vere Li leviĝis!
- Ido – Kristo riviveskabas! Ya Il rivivesakabas!
- Interlingua – Christo ha resurgite! Vermente ille ha resurgite! sau Christo ha resurrecte! Vermente ille ha resurrecte!